# Споменик Клупа Софора
Спомен Клупа Софора се налази у Студентском парку, општина Стари Град, у центру Београда. У сарадњи са ЈКП „Зеленило Београд“, вајар Богдан Вукосављевић (1980, Београд -), осмислио је и направио први споменик биљци у облику клупе.

## Софора
Софора је биљка која потиче из источне Азије, углавном Кине и Јапана. Латински назив је Styphnolobium japonicum, a најраспрострањенија је врста Sophora japonica. Лист овог листопадног дрвета је сличан багремовом, а ситни, бели, мирисни цветови формирају усправну вршну метлицу. Плод је висећа махуна која садржи 3-7 семена. Има јако разгранат корен. Зове се још и јапански багрем. Није захтевна биљка и не захтева посебну негу. Сматра се добром медоносном биљком.

## Историја
У Студентском парку некада је постојало дрво јапанска софора које је 2008. године посечено, када је било старо више од 120 година. Према табли поред споменика то је било прво дрво посађено у овом парку. После дугог низа година достигло је своју физиолошку зрелост, оболело је у корену и морало је да буде уклоњено. Било је високо 25 метара, обима 4,25 метара.
2010. године, вајар Богдан Вукосављевић  извео је и осмислио пројекат скулптура у јавном простору - „Клупа софора“ у Академском парку.

## Отварање споменика
18.маја 2010. године организована је промоција овог уметничког дела које представља парковску клупу насталу од грађе посечене софоре. Постоље клупе израђено је као аутентично жилиште посечене софоре и изливено је у бронзи, а око ње су посађене три младе саднице које на том месту представљају продужетак њене врсте. Поред клупе је постављена инфо табла.
Аутор је том приликом изјавио: „Бавећи се израдом скулптура у дрвету и познавајући сву лепоту обрађеног дрвета, дошао сам на идеју да од здравих делова посечене софоре направим клупу. Имајући у виду импозантност и специфичну структуру жилишта решио сам да се специфичном протетичком гумом скине калуп са самог пања и жилишта софоре, јер је то био једини начин да се сачува аутентична форма самог дрвета. Овај пројекат специфичан је по томе, што представља први споменик на нашим просторима који је посвећен једној биљци.“ 